# Moms Mabley
Jackie "Moms" Mabley, född Loretta Mary Aiken 19 mars 1894 i Brevard i North Carolina, död 23 maj 1975 i White Plains i New York, var en amerikansk ståuppkomiker och vaudeville.
Moms Mabley började sin karriär vid chitlin' circuits och blev med tiden mer och mer berömd. Hon sålde bland annat under sin karriär miljontals LP-humoralbum. Hon var även öppet homosexuell.
En dokumentärfilm om Moms Mabley, Whoopi Goldberg Presents Moms Mabley, regisserad av Whoopi Goldberg, sändes i USA på TV-kanalen HBO den 18 november 2013. I Sverige sändes dokumentärfilmen på Sveriges Television den 6 juni 2014.